# Julieta Granada
Julieta Granada (nacida el 17 de noviembre de 1986 en Asunción) es una golfista profesional de Paraguay que forma parte del LPGA Tour de Estados Unidos. 
A una temprana edad consiguió una beca para asistir a una academia de golf de Estados Unidos y posteriormente consiguió residencia en el mencionado país, de donde pasó a formar parte de la American Junior Golf Association. Fue seleccionada como la mejor jugadora de dicha asociación en el 2004 cuando ganó el campeonato juvenil femenino de los Estados Unidos. 
En el 2005 recibió el status de golfista profesional y en ese mismo año ganó el torneo de YMCA Futures Classic. Granada estableció un récord en el 2006 al ser la primera golfista en adjudicarse un premio mayor al millón de dólares tras ganar el torneo de LPGA Playoffs at The ADT.
En el 2007 dio el primer título mundial de golf femenino a Paraguay al ganar la Copa Mundial de Golf femenino junto a su compatriota Celeste Troche.
La paraguaya acabó quinta en el Abierto Británico Femenino de Golf de 2014, y sexta en el Campeonato de la LPGA.
A nivel continental, Granada obtuvo la medalla de oro en los Juegos Suramericanos de 2014 y la medalla de bronce en los Juegos Panamericanos de 2015.

## Logros como amateur
- 2001-2004: Miembro de la American Junior Golf Association (AJGA)
- 2002: Miembro del equipo de Canon Cup
- 2003: Miembro del equipo de Canon Cup
- 2004: Ganadora del campeonato juvenil femenino. Jugadora del año de la AJGA. Ganadora del Campeonato Public Links. Votada como atleta del año de Paraguay. Ganadora del campeonato Sudamericano.
- 2005: Ganadora del Campeonato Amateur de South Atlantic Ladies.

## Logros como profesional
Futures Tour
- 2005: YMCA FUTURES Classic

LPGA Tour
- 2006: LPGA Playoffs at The ADT

Otros
- 2007: Campeonato Mundial de Golf femenino (con Celeste Troche). Segundo lugar en el Corona Championship 2007 junto con la mexicana Lorena Ochoa
- 2014: Medalla de oro en los X Juegos Sudamericanos ODESUR realizados en chile